# Олександрійський пивзавод
ВАТ Олександрійський пивзавод — колишнє підприємство харчової промисловості України, зайняте у галузі виробництва та реалізації пива — пивзавод, який існував за адресою м. Олександрія, вул. Героїв Сталінграду, 2, із 1971 року по 2006 рік. У 2006 завод був придбаний ПрАТ «Оболо́нь». Раніше входило підприємство до ПАТ «Укрпиво».
На сьогодні це точка виготовлення продукції «Оболонь», яку не можна вважати колишнім пивзаводом через ряд причин, а саме: оскільки обладнання для виготовлення пива було застарілим по рівню західних провідних компаній, то Оболонь його замінили новішим. Старе обладнання і, фактично той пивзавод, яким його знали, перестали існувати фізично. Продукція пива під марками «Козак Вус», «Олександрійське», «Українське Олекса» — назви були місцевими, саме олександрійськими, більше не випускається.
Нове підприємство Оболонь випускає[коли?] продукцію безалкогольних і слабоалкогольних напоїв, здійснює переробку ПЕТф-тари, виробництво бандажної стрічки та ПЕТф-преформ. Юридична адреса Виробничого комплексу ПрАТ «Оболонь» в Олександрії також відрізняється від адреси колишнього пивзаводу.

## Історія
У 1971 році в Олександрії почав роботу пивзавод. За два роки пивзавод, побудований за чеським проєктом, вийшов на свою номінальну потужність в 1 млн. декалітрів.
У часи СРСР входив до Кіровоградського пивоб'єднання. Після розколу СРСР — АТ «Укрпиво». Виробнича потужність падає майже вдвічі до середини 1990-х років.
2003 року куплена лінія розливу пива в ПЕТ-тару, сподіваючись збільшити продажі, але цього не відбулося.
23 червня 2006 року підписано угоду купівлі-продажу, згідно з якими пивоварню купила київська компанія «Оболонь». Пивзавод коштом продажу погасив борги перед державою і робітниками. За 35 років роботи заводу, фізичний і моральний стан обладнання виснажений приблизно на 90 %, потужність обладнання пивзаводу всього близько 1 млн декалітрів на рік, а головне підприємство «Оболоні» на той час вже випускало 450 тис. декалітрів пива за одну добу. Таким чином, внаслідок тривалого вивчення положення провідних фахівців підприємства Оболонь, було прийняте рішення: частина технічних засобів Олександрійського пивзаводу передано іншим філіалам «Оболоні», а інше обладнання демонтовано і встановлено нове обладнання. Нова лінія виробництва слабоалкогольної продукції мала бути перенесена з головного підприємства в Києві, оскільки вважається, що її розміщення в Олександрії — ближче до центра України — вигідніше, і тому буде більш ефективним з точки зору логістики — для поширення по країні.
На сайті «Оболонь» є інформація, що завод увійшов до корпорації 1997 року.

## Асортимент продукції

### При СРСР
- Пиво «Бархатне»
- Пиво «Донецьке» 12 %
- Пиво «Жигулівське» 11 %
- Пиво «Жигулевское Специальное» 11 %
- Пиво «Киевское»[3] 11 %
- Пиво «Московське» 13 %
- Пиво «Славянское» 12 %[4]
- Пиво «Ризьке» 12 % (3,4 %)
- Пиво «Українське»
- Пиво «Ячменный колос» 11 %[4]

### За незалежності України
- Пиво «INKO» світле 11 % (вміст спирту 2,9 %)
- Пиво «ЄДИНЕ» світле 13 % (вміст спирту 4,7 %)
- Пиво «Козак Вус» темне 14 % (вміст спирту 4,0 %)
- Пиво «Козак Вус Олекса» темне 14 % (вміст спирту 4,0 %)
- Пиво «Козак Вус» темне 14 % (вміст спирту 5,35 %)
- Пиво «Лан» світле 12 % (вміст спирту 2,5 %)
- Пиво «Лан» світле 12 % (вміст спирту 3,5 %)
- Пиво «Лан» темне 14 % (вміст спирту 4 %)
- Пиво «Лан» напівтемне 12 % (вміст спирту 4 %)
- Пиво «Лан» напівтемне 12 % (вміст спирту 3,2 %)
- Пиво «Монастирське» 13 % — ТМ Рогань
- Пиво «Новорічне» темне 14 %
- Пиво «Олександрійське» 12 % (вміст спирту 3,0 %)
- Пиво «Олександрійське» світле 12 % (вміст спирту 3,2 %)
- Пиво «Олександрійське Олекса» світле 12 % (вміст спирту 3,2 %)
- Пиво «Олександрійське» світле 12 % (вміст спирту 4,24 %)
- Пиво «Олександрійське» непастеризоване 12 % (вміст спирту 4,24 %)
- Пиво «Олександрійське» нефільтроване, непастеризоване 12 % (вміст спирту 3,2 %) 1 л — 2003 р., 1,5 л — 2004 р.
- Пиво «Олександрійське Оригінальне» світле 11 % (вміст спирту 3,0 %)
- Пиво «Партнер» світле 11 % (вміст спирту 3,0 %)
- Пиво «Олександрійське Партнер» світле 11 %
- Пиво «Ризьке» 12 % (3,4 %)
- Пиво «Слов'янське» 12 % (1994)
- Пиво «Українське» світле 11 % (вміст спирту 2,9 %), Ukrainian Light 11 % (alc 2,9 %)
- Beer «Ukrainian» Light 11 % (alc 3,8 %)[5] (1994)
- Пиво «Українське» світле 11 % (вміст спирту 3,0 %)
- Пиво «Українське Олекса» світле 11 % (вміст спирту 2,9 %)
- Пиво «Українське Золотисте» 13 % (вміст спирту 3,5 %)
- Пиво «Українське Золотисте» 13 % (вміст спирту 4,7 %)
- Пиво «Українське Золотисте Олекса» світле 13 % (вміст спирту 3,5 %)
- Пиво «Українське Спеціальне» світле 11 % (вміст спирту 3,8 %), Beer Ukrainian Special Light 11 % (alc 3,8 %)
- Пиво «Українське Спеціальне» світле 11 % (вміст спирту 3,0 %), Beer Ukrainian Special Light 11 % (alc 3,0 %)
- Пиво «Українське Спеціальне» світле 11 % (вміст спирту 4,0 %)
- Пиво «Українське Спеціальне» світле 11 % (вміст спирту 3,96 %)
- Пиво «Українське Спеціальне Олекса» світле 11 % (вміст спирту 3,0 %)
- Пиво «Українське Спеціальне» непастеризоване світле 11 % (вміст спирту 4,0 %)
- Пиво «Українське Спеціальне» нефільтроване, непастеризоване світле 11 % (вміст спирту 4,0 %) 1 л, 1,5 л
- Пиво «Хмільне» 14 % (вміст спирту 4,0 %)

## Деякі емблеми

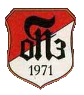
ОПЗ Щит

## Цікаві факти
- Пиво «Монастирське» 13 % було виготовлене і розлите по технології пивзаводу «Рогань» на Олександрійському пивзаводі. На етикетці є емблема «Рогань».
- За СРСР на одній версії етикеток пива «Московське» та «Жигулівське» був напис: «Олександрійський пивзавод „Зоря“».
- Пиво «Українське» на етикетці містило назву і англійською мовою — Beer Ukrainian.
- Етикетка Пиво «Українське Спеціальне» інколи на етикетці містила рекламу-лейбл «Radio Система».
- На етикетках пива «INKO» світле зображення одного з 7 чудес світу — Єгипетських пірамід і двох віддзеркалених Сфінксів. Деякі етикетки без пірамід — тільки сфінкси.
- Перед різними святами завод випускав пиво з етикетками стилізованими під ці ж свята: на пиві «Олександрійське» зображення сніговика з новорічними іграшками, зображення Діда Мороза на етикетках пива «Олександрійське» та «Олекса». На етикетці пива «Козак Вус» зображення козака-колядника та Діда Мороза з кухлем пива у руці обох. На етикетках пива «Партнер» — Дід Мороз із кухлем пива у руці. Етикетка пива «Українське Спеціальне» непастеризоване світле також була стилізована під Новий Рік: Дід Мороз біля ялинки і саней.